# Månstensmonark
Månstensmonark (Hypothymis puella) är en fågel i familjen monarker inom ordningen tättingar.

## Utseende och läte
Månstensmonarken är en enfärgat helblå flugsnapparliknande fågel med ljusblå näbb. Hanen är vackert azurblå, ofta med ett tunt mörkt bröstband. Honan och ungfågeln är mattare gråblå och saknar bröstband. Bland de varierade lätena hörs ringande "way-way-way-way", snabba, upprörda och stammande "wi-wi-wi-wi-wi-wi..." samt raspiga ljud. 

## Utbredning och systematik
Månstensmonark delas upp i två underarter med följande utbredning:
- Hypothymis puella puella – förekommer på Sulawesi och närliggande öar
- Hypothymis puella blasii – förekommer på Banggaiöarna och Sulaöarna

Tidigare betraktades den som en del av azurmonark (H. azurea) och vissa gör det fortfarande.

## Levnadssätt
Månstensmonarken hittas i skogar och skogsbryn i låglänta områden och lägre förberg. Den ses enstaka eller i par, aktivt födosökande i artblandade flockar.

## Status och hot
Arten har ett stort utbredningsområde, men tros minska i antal, dock inte tillräckligt kraftigt för att den ska betraktas som hotad. Internationella naturvårdsunionen IUCN listar arten som livskraftig (LC).

## Namn
Månsten är en blåskimrande ädelsten.